# Robert J. Flaherty
Robert Joseph Flaherty (Iron Mountain, Míchigan, 16 de febrero de 1884-Dummerston, Vermont, 23 de julio de 1951) fue un cineasta estadounidense que dirigió y produjo el primer documental de la historia del cine, Nanuk, el esquimal (1922). También se conoce como el inventor de la docufiction.
Estuvo casado con la escritora Frances H. Flaherty desde 1914 hasta su muerte en 1951. Frances trabajó en varias películas de Flaherty, e incluso recibió una nominación al Óscar al mejor guion original por Louisiana Story (1948).

## Biografía y carrera
Después de acabar sus estudios de ingeniería de minas, Flaherty comenzó a trabajar como explorador de minas de hierro para una compañía ferroviaria en la bahía de Hudson, Canadá. En 1913, en su tercera expedición a la zona, su jefe, sir William Mackenzie, le propuso filmar con una cámara la vida familiar de los oriundos de la zona. Flaherty comenzó a interesarse particularmente por los Inuit, y pasó un largo período filmándolos, hasta el punto de que llegó a desatender su verdadero trabajo (aunque tampoco importaba mucho porque quienes veían las grabaciones que Flaherty iba filmando le pedían imágenes nuevas).
Antes de comenzar la grabación de la película, Flaherty vivió con un Allakariallak (un hombre perteneciente a los Inuit) y con el resto de su familia durante varios meses. Las primeras grabaciones realizadas por Flaherty ardieron en un fuego provocado por una colilla del propio Flaherty, por lo que no le quedó más remedio que grabar de nuevo las imágenes. Con el tiempo el propio Flaherty admitió que en el fondo esto le había beneficiado porque los primeros metros de película nunca le habían llegado a gustar. Cuando comenzó a grabar de nuevo la película, Flaherty optó por preparar todo lo que iba a grabar, incluso el final, donde Allakariallak y su familia están, supuestamente, en riesgo de muerte si no encuentran o construyen un refugio lo antes posible, pero el iglú que aparece en las imágenes ya había sido construido, aunque solo por la mitad, para que Flaherty pudiera introducir la cámara en él y captar una buena imagen sobre cómo es el interior de un iglú.
Nanuk, el esquimal (Nanook of the North, 1922) tendría mucho éxito de público, y Flaherty consiguió después un contrato con Paramount para realizar otro documental en la línea de 
Nanuk, por lo que Flaherty se fue a Samoa para grabar Moana (1926). A pesar de las prisas de la compañía, Flaherty no conseguía grabar nada interesante porque su método consistía en vivir durante un período con los protagonistas de su historia, observarlos, conocerlos a fondo y familiarizarse con su estilo de vida antes de idear la propia historia del documental. Finalmente, plantea la película en torno al ritual de un joven que le introduce en la madurez. La grabación del documental duró más de un año (abril de 1923-diciembre de 1924), y la película no se estrenó hasta enero de 1926. Sin embargo, nunca alcanzaría el éxito de Nanook el esquimal.

## Nanuk, el esquimal

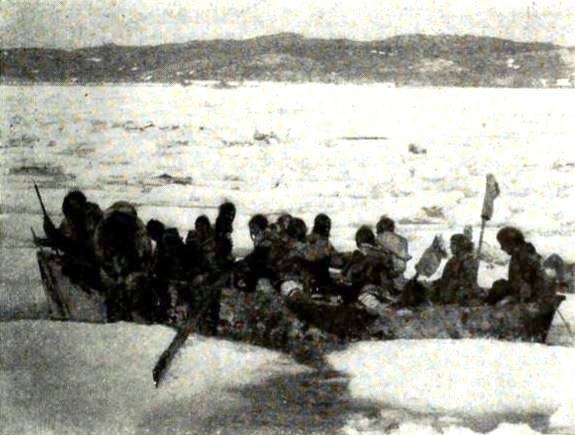
Fotograma de Nanuk el esquimal (1922).

Durante su expedición a las islas Belcher en 1913, Sir William Mackenzie sugirió que llevara una cámara de cine. Flaherty trajo consigo una cámara de cine con manivela de Bell y Howell. Estaba particularmente intrigado por la vida de los Inuit y pasó tanto tiempo filmándolos que comenzó a descuidar su verdadero trabajo. Cuando Flaherty regresó a Toronto con 30.000 pies de película de nitrato, esta se destruyó durante un incendio en su sala de montaje, provocado por su cigarrillo. Aunque su impresión de edición consiguió salvarse, Flaherty no estaba satisfecho con los resultados.
Tras abandonar el estilo de vida de los Inuit, Flaherty se decidió a hacer una nueva película. En 1920 consiguió fondos de Revillon Frères (una empresa de comercio francés) para rodar lo que se convertiría Nanook del Norte. El 15 de agosto de 1920, Flaherty llegó a Inukjuak (ciudad entonces conocida como Puerto Harrison), Quebec, para rodar su película. Llevó consigo dos cámaras cinematográficas Akeley, a las que los esquimales se refieren como "el Aggie". Flaherty, aún en proceso de rodaje, trajo el desarrollo completo, impresión y equipos de proyección para mostrar a los Inuit su película.
Con el objetivo de mostrar la vida tradicional de los Inuit, llevó a cabo algunas escenas, incluyendo el final, donde Allakariallak (quien hace el papel de Nanuk) y su familia estaban supuestamente en riesgo de morir si no encontraban o construían refugios con la suficiente rapidez. El medio iglú había sido construido de antemano, con un lado cortado de luz de manera que la cámara de Flaherty podría conseguir un buen tiro. Además, Flaherty insistió en que los esquimales no usaran fusiles de caza, aunque su uso en ese momento era algo común.
Melanie McGrath escribió que, mientras que vivían en el norte de Quebec para el año de la filmación de Nanuk, Flaherty tuvo un romance con su actriz principal, Inuk, la mujer joven que interpretó a la esposa de Nanuk. Unos meses después de su partida, dio a luz a su hijo, Josephie (25 de diciembre de 1921 - 1984), a quien el director nunca reconoció como hijo. Josephie fue uno de los esquimales que fueron reubicados en la década de 1950 por las condiciones de vida tan difíciles en Resolute y Grise Fiord. Según McGrath, Flaherty sabía de las dificultades de su hijo, pero no llegó a preocuparse por él.
Nanuk fue la primera de una serie de películas que Flaherty hizo sobre el mismo tema: la humanidad contra los elementos. Otros incluyen Moana, un romance de la edad de oro fijado en Samoa y Man of Aran establecido en las islas de Aran de Irlanda. Todas estas películas emplean los mismos recursos retóricos; los peligros de la naturaleza y la lucha de las comunidades para ganarse la vida.

## Hollywood
Nanuk, el esquimal (1922) fue una película de éxito y Flaherty tuvo una gran demanda después. Firmó con Paramount para producir otra película al estilo de Nanuk, Flaherty fue a Samoa para filmar Moana (1926). Flaherty empezó Moana en Safune en la isla de Savai'i donde vivía con su esposa y su familia hace más de un año. Las cabezas del estudio solicitaron en reiteradas ocasiones visionados a diario, pero Flaherty no tenía nada que mostrar porque no había filmado nada aún, su enfoque fue el de tratar de vivir con la comunidad, para familiarizarse con su forma de vida antes de escribir una historia sobre ella para filmar. Flaherty también estaba preocupado porque no había ningún conflicto inherente a la forma de vida de los isleños. Finalmente se decidió a construir la película en torno al ritual de la entrada de un niño a la edad adulta. Flaherty estuvo en Samoa a partir de abril de 1923 hasta diciembre de 1924, con la película terminada en diciembre de 1925. La película, en su lanzamiento, no fue tan exitosa como Nanuk, el esquimal a nivel nacional, sí lo fue en Europa, inspirando a John Grierson para acuñar la palabra "documental".
Antes del lanzamiento de Moana, Flaherty hizo dos cortometrajes en la ciudad de Nueva York con respaldo privado, El fabricante de la cerámica (1925) y La isla de los Veinticuatro dólares (1927). Irving Thalberg de la Metro-Goldwyn-Mayer invitó a Flaherty a la película Sombras blancas en los mares del sur (1928) en colaboración con W. S. Van Dyke, pero su talento provocó incomodidades y Flaherty renunció a la producción. Pasando a Fox Film Corporation, Flaherty pasó ocho meses trabajando en el documental americano nativo Acoma la ciudad del cielo (1929), pero la producción fue cerrada, y, posteriormente, las tomas de Flaherty se perdieron en un incendio en su estudio bóveda. Flaherty luego accedió a colaborar con Friedrich Wilhelm Murnau en otra película: Tabú (1931). Sin embargo, esta combinación demostró ser aún más volátil, y mientras Flaherty contribuyó significativamente a la historia, a la película terminada, publicado originalmente por Paramount Pictures, es esencialmente de Murnau.

## Gran Bretaña
Después de Tabú, Flaherty se consideró acabado en Hollywood y Frances Flaherty contactó con John Grierson de la Unidad Film Board (imperio de Marketing en Londres) quien le asignó a Flaherty el documental Bretaña Industrial (1931). En comparación con Grierson y su unidad, los métodos de trabajo habituales de Flaherty involucraban disparar cantidades relativamente grandes de película en relación con la duración prevista de la película terminada y los excesos subsiguientes por el coste obligaron a Grierson a dejar a Flaherty fuera del proyecto. El proyecto fue editado por otra manos en tres películas más cortas.
La carrera de Flaherty en Gran Bretaña terminó cuando el productor Alexander Korda le quitó de la producción, de la reedición de Elefante Boy (1937) en una película de entretenimiento comercial.

## Temas recurrentes en Flaherty
Las películas de Flaherty son películas humanistas, contemplativas, de ópera y epicúreos, ensalzando la figura humana. Estas son películas de combate y valentía, cercanas al mito. Los siguientes temas son recurrentes en sus películas:
- La belleza natural

- Las tradiciones antiguas

- El arrepentimiento del pasado

- El conflicto del hombre con la naturaleza

- El aprendizaje por el sufrimiento

- La ayuda de la familia

## Filmografía
- Nanuk, el esquimal (1922)[1]
- The Pottery Maker (1925)
- Moana (1926)
- The Twenty-four Dollar Island (1927) documental neoyorquino de corta duración.
- White Shadows in the South Seas (1928)
- Acoma the Sky City (1929; inacabada)
- Tabú (1931) codirigida con F. W. Murnau
- Industrial Britain (1931)
- Man of Aran (1934)
- Oidhche Sheanchais (A Night of Storytelling) (1935)
- Sabu-Toomai el de los elefantes (Elephant Boy, 1937)
- The Land (1942) documental de 45 minutos realizado por la U.S. Department of Agriculture
- Louisiana Story (1948)
- The Titan: Story of Michelangelo (1950)[2]

## Patrimonio
Flaherty ha sido uno de los directores más importantes innovadores dentro del cine documental por lo que se convierte en uno de los pioneros en este cine.
Unas de las islas de Belcher Islands en la bahía de Hudson Bay tiene el nombre de Flaherty Island en su honor.

## Premios y distinciones
Premios Óscar
| Año  | Categoría       | Película        | Resultado |
| ---- | --------------- | --------------- | --------- |
| 1949 | Mejor argumento | Louisiana Story | Nominado  |

Festival Internacional de Cine de Venecia
| Año  | Categoría                                     | Película                             | Resultado |
| ---- | --------------------------------------------- | ------------------------------------ | --------- |
| 1934 | Copa Mussolini a la mejor película extranjera | Hombres de Arán: hombres y monstruos | Ganador   |
| 1937 | Mejor Director                                | Sabu-Toomai, el de los elefantes     | Ganador   |
| 1948 | Premio Internacional                          | Louisiana Story                      | Ganador   |

- BAFTA presenta el Premio Robert Flaherty J. al mejor documental.
- 1913, Fellow, Royal Geographical Society.